# إيما تالولاه بيهن
الآنِسة إيما تالولاه بيهن (29 سبتمبر/ أيلول 2008) من مواليد مدينة أوسلو عاصمة مملكة النرويج وأكبر مدنها. وهي الأبنة الثالثة لصاحبة السمو الملكي الأميرة مارثا لويز والسيد آري بيهن، والحفيده الخامسة لصاحب الجلالة الملك هارلد الخامس ملك النرويج، وجلالة الملكة سونيا ملكة النرويج. والآنِسة إيما تالولاه بيهن هي السَّابِعة في قائمة ولاية عرش النرويج.